# 克雷斯蒂娜·扬达
克雷斯蒂娜·扬达（波蘭語：Krystyna Janda，1952年12月18日—），女，波兰演员。曾获得1990年戛纳电影节最佳女演员奖。她曾主演安杰伊·瓦伊达指导的《大理石人》和《铁人》。

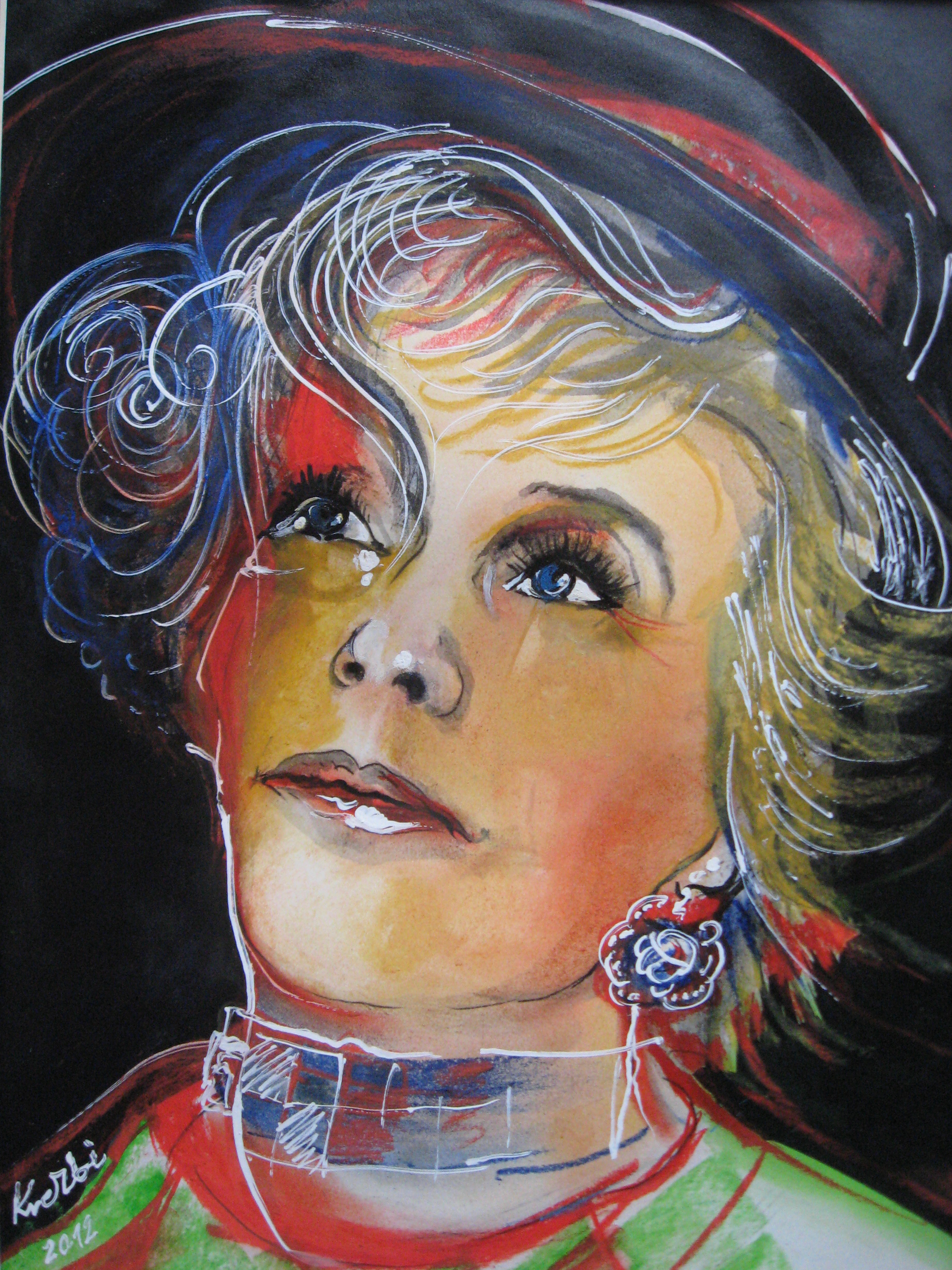
Krystyna Janda by artist Zbigniew Kresowaty